# Estadi Balear (barri)
Estadi Balear és el nom que l'Ajuntament de Palma dona a la zona compresa entre la Via de Cintura, els barris de Rafal Nou i Rafal Vell, la carretera de Manacor i el torrent Gros. El barri s'estén per les antigues terres de les possessions de Son Pi, Son Fornari, Son Güells, les Sorts i Son Ramions, entre d'altres, avui en dia parcialment rurals, parcialment urbanitzades i parcialment convertides en polígon industrial. Pren el nom de l'Estadi Balear, el qual es troba a ponent del barri.
El 2018 tenia 961 habitants.